# Thymus altaicus
{{#ifeq:0|0|{{#if:|{{#if:Thymusaltaicus|[[]}}|}}}}
Thymus altaicus — вид рослин родини глухокропивові (Lamiaceae), поширений у центральній Азії й Сибіру: Сіньцзян, Монголія, Казахстан, Росія.

## Опис
Стебла від лежачих до висхідних; вегетативні пагони висхідні або лежачі, запушені; родючі гілки висхідні, переважно 4–8 см, субголі або запушені нижче суцвіть, з 2–4 міжвузлями. Листки від довгасто-еліптичних до яйцюватих, рідше зворотнояйцюватих, 5–10 × 1–3 мм, голі, поля цілі, розсіяно війчасті на основі, верхівка від тупої до гострої.
Суцвіття голівчасте. Квітоніжка 1–4 мм, щільно запушена. Чашечка дзвінчаста, 3.5–4.5 мм, основа волосиста, верхівка гола; зубчики верхньої губи, від субтрикутних до ланцетних, вкриті жорстким волоссям. Віночок червоно-пурпуровий, 5.5–6.5 мм, запушений. Цвіте VII–VIII.

## Поширення
Поширений у центральній Азії й Сибіру: Сіньцзян, Монголія, Казахстан, Росія (Алтай, Бурятія, Чита, Іркутськ, Красноярськ, Тува).
Населяє береги потоків, трав'янисті місцевості, посипані гравієм місцевості.